# Saint-Aubin (Aube)
Saint-Aubin és un municipi francès situat al departament de l'Aube i a la regió del Gran Est. L'any 2007 tenia 561 habitants.

## Demografia

### Població
El 2007 la població de fet de Saint-Aubin era de 561 persones. Hi havia 210 famílies de les quals 41 eren unipersonals (11 homes vivint sols i 30 dones vivint soles), 75 parelles sense fills, 83 parelles amb fills i 11 famílies monoparentals amb fills.
La població ha evolucionat segons el següent gràfic:
Habitants censats

### Habitatges
El 2007 hi havia 250 habitatges, 215 eren l'habitatge principal de la família, 25 eren segones residències i 10 estaven desocupats. 245 eren cases i 6 eren apartaments. Dels 215 habitatges principals, 157 estaven ocupats pels seus propietaris, 54 estaven llogats i ocupats pels llogaters i 4 estaven cedits a títol gratuït; 1 tenia una cambra, 8 en tenien dues, 33 en tenien tres, 58 en tenien quatre i 115 en tenien cinc o més. 160 habitatges disposaven pel capbaix d'una plaça de pàrquing. A 92 habitatges hi havia un automòbil i a 113 n'hi havia dos o més.

### Piràmide de població
La piràmide de població per edats i sexe el 2009 era:
| Homes | Edats   | Dones |
| ----- | ------- | ----- |
| 0     | 95 o +  | 0     |
| 0     | 90 a 94 | 0     |
| 0     | 85 a 89 | 0     |
| 4     | 80 a 84 | 4     |
| 0     | 75 a 79 | 12    |
| 8     | 70 a 74 | 4     |
| 16    | 65 a 69 | 0     |
| 8     | 60 a 64 | 28    |
| 28    | 55 a 59 | 12    |
| 20    | 50 a 54 | 8     |
| 24    | 45 a 49 | 12    |
| 16    | 40 a 44 | 16    |
| 12    | 35 a 39 | 32    |
| 48    | 30 a 34 | 24    |
| 12    | 25 a 29 | 4     |
| 20    | 20 a 24 | 20    |
| 20    | 15 a 19 | 12    |
| 24    | 10 a 14 | 4     |
| 12    | 5 a 9   | 16    |
| 12    | 0 a 4   | 20    |

## Economia
El 2007 la població en edat de treballar era de 372 persones, 278 eren actives i 94 eren inactives. De les 278 persones actives 256 estaven ocupades (143 homes i 113 dones) i 23 estaven aturades (7 homes i 16 dones). De les 94 persones inactives 39 estaven jubilades, 23 estaven estudiant i 32 estaven classificades com a «altres inactius».

### Ingressos
El 2009 a Saint-Aubin hi havia 224 unitats fiscals que integraven 595 persones, la mediana anual d'ingressos fiscals per persona era de 17.802 €.

### Activitats econòmiques
Dels 16 establiments que hi havia el 2007, 2 eren d'empreses extractives, 4 d'empreses de construcció, 4 d'empreses de comerç i reparació d'automòbils, 1 d'una empresa de transport, 2 d'empreses d'hostatgeria i restauració, 2 d'empreses immobiliàries i 1 d'una empresa de serveis.
Dels 7 establiments de servei als particulars que hi havia el 2009, 1 era un taller de reparació d'automòbils i de material agrícola, 1 paleta, 1 guixaire pintor, 1 fusteria, 1 electricista, 1 restaurant i 1 agència immobiliària.
L'any 2000 a Saint-Aubin hi havia 11 explotacions agrícoles que ocupaven un total de 1.568 hectàrees.

## Equipaments sanitaris i escolars
El 2009 hi havia 1 escola maternal i 1 escola elemental.

## Poblacions més properes
El següent diagrama mostra les poblacions més properes.